# 雷诚
雷誠，南昌豐城人，明朝政治人物。並由進士出身，在永樂十三年（1415年），由乙未科殿試金榜出身（永樂十三年乙未科進士）。

## 生平
雷誠曾於宣德年間（1426年－1435年）接替王吉任延平府知府一職，正統年間（1436～1449年）由王彪接任。